# Ernesto Guaita
Ernesto Guaita (Turim, 4 de julho de 1843 - Curitiba, dezembro de1916) foi um engenheiro italiano, responsável pela construção do Palácio Rio Branco, sede do legislativo municipal da capital paranaense. Ernesto Guaita, ou melhor, Ernesto Alessandro Napoleone Domenico Guaita, foi batizado na Paróquia de Santi Filippo e Giacomo na cidade de Turim no mesmo dia do seu nascimento, era filho do comendador da ordem dos cavaleiros Mauricianos (Ordem Militar de Cristo de Portugal) Carlo Filippo Guaita e de Adele Blanchetti. Foi casado em primeiras núpcias em Turim no dia 8 de fevereiro de 1866 com Benedetta Virginia Carolina Jano de Jordanis, filha de Aristide Jano de Jordanis e de Teresa Carolina Farano. Deste matrimônio, teve um filho de nome Aristide Giuseppe Carlo Virginio Ernesto Guaita, nascido em Venaria Reale no dia 27 de outubro de 1866. Seu filho também emigrou para o Estado do Paraná em 1892.

## Biografia
Diplomou-se como engenheiro militar pela Academia Militar na cidade natal em 1867, ingressando na Artilharia como subtenente. Em 1870 dá baixa, para dedicar-se à arquitetura e, alguns anos após integra uma missão técnica italiana enviada ao Brasil.
Guaita não retorna para a Itália, fixando-se por volta de 1875 em Curitiba. Fazendo sociedade com Ludovico Taddei, monta escritório de engenharia (c. 1882) e em 1891 é contratado pelo governador Generoso Marques dos Santos para a construção do Palácio do Congresso.
Este trabalho fez de Guaita o arquiteto mais solicitado da cidade. Faleceu em Curitiba ( Paraná) em 25/12/1916.